# Pombal (freguesia)
Pombal is een plaats (freguesia) in de Portugese gemeente Pombal en telt 16 049 inwoners (2001).